# Acanthiza murina
Az Acanthiza murina a madarak osztályának verébalakúak (Passeriformes) rendjébe, az ausztrálposzáta-félék (Acanthizidae) családjába tartozó  faj.

## Rendszerezése
A fajt Charles Walter De Vis angol ornitológus írta le 1897-ben, a Gerygone nembe Gerygone murina néven.

## Előfordulása
Új-Guinea szigetén, Indonézia és Pápua Új-Guinea területén honos. Természetes élőhelyei a szubtrópusi és trópusi hegyi esőerdők. Állandó, nem vonuló faj.

## Megjelenése
Testhossza 9-10 centiméter.

## Életmódja
Rovarokkal táplálkozik.

## Természetvédelmi helyzete
Az elterjedési területe nem nagy, egyedszáma viszont stabil. A Természetvédelmi Világszövetség Vörös listáján nem fenyegetett fajként szerepel.